# Roverè della Luna
Roverè della Luna település Olaszországban, Trento megyében. Lakosainak száma 1620 fő (2023. január 1.). Roverè della Luna Mezzocorona, Salorno, Ton, Predaia, Cortaccia sulla Strada del Vino és Magrè sulla Strada del Vino községekkel határos.

## Népesség
A település népességének változása:
| Lakosok száma | 1622 | 1643 | 1620 |
|               | 2017 | 2018 | 2023 |